# José Pinto Alcoforado de Azevedo e Sousa
José Pinto Alcoforado de Azevedo e Sousa († 1820 in Portugiesisch-Timor) war ein portugiesischer Offizier und Kolonialverwalter. In Macau kämpfte er gegen chinesische Piraten und von 1815 bis 1820 war er Gouverneur von Portugiesisch-Timor und Solor, zu dessen Einflusssphäre auch weitere der Kleinen Sundainseln gehörten.

## Dienst in Macau

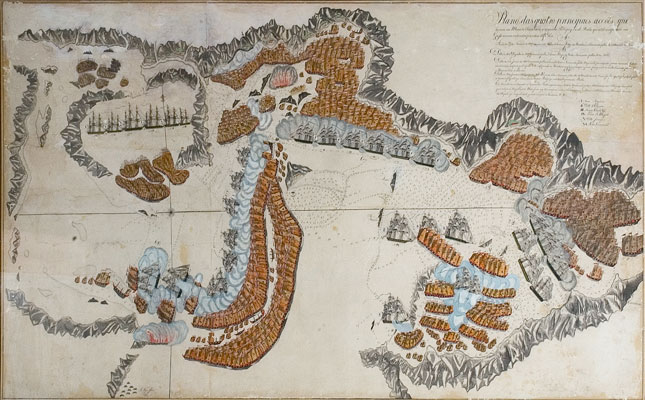
Historische portugiesische Darstellung der Schlacht am Boca do Tigre

Vor seinem Dienst auf Timor war Azevedo e Sousa Hauptmann der Artillerie in Macau. Anfang des 19. Jahrhunderts bedrohten Piraten den Schiffsverkehr vor Macao. Mehrmals ging die portugiesische Marine gegen die Piraten vor. Am 6. Mai 1807 kommandierte Azevedo e Sousa die Fregatte Ulisses, die zusammen mit zwei anderen Kriegsschiffen auf eine Piratenflotte aus 50 Dschunken traf. Nach einem Gefecht von einer Stunde zogen sich die Piraten bis auf deren Flaggschiff zurück. Schließlich konnten die Portugiesen die Seeschlacht für sich entscheiden.
Es folgten über fast ein Jahr mehrere Seegefechte zwischen Portugiesen und Piraten, die als Schlacht am Boca do Tigre (deutsch Rachen des Tigers) bezeichnet werden. Am 15. Februar 1809 kommandierte Azevedo e Sousa von der Princesa Carlota aus ein weiteres Geschwader aus drei Schiffen zur Piratenbekämpfung. Es kam zu einem Gefecht mit 200 Schiffen des Piraten Zhāng Bǎozǎi (張保仔, Quan Apon Chay, Cheung Po Tsai), das für die Freibeuter verlustreich endete. Ab Anfang November 1809 diente die Inconquistável  Azevedo e Sousa als Flaggschiff. Am Boca do Tigre kam es zu einer neunstündigen Seeschlacht. 15 Piratenschiffe wurden von den sechs portugiesischen Schiffen versenkt. Am 11. November und im Januar 1810 kam es zu weiteren Gefechten zwischen Portugiesen und Piraten. Im Februar war Zhāng Bǎozǎi zu Verhandlungen bereit und Azevedo e Sousa ging allein auf das Flaggschiff der Piraten, um sie zu führen. Der Pirat bat die Portugiesen um Vermittlung für einen Friedensschluss der Piratenflotte mit dem chinesischen Kaiser. Am 21. Februar 1810 wurde ein Friedensvertrag unterzeichnet, Zhāng Bǎozǎi gab seine Flotte auf und unterwarf sich der kaiserlichen Autorität. Der Pirat wurde Großadmiral der chinesischen Marine.

## Dienst auf Timor
Am 17. Dezember 1811 wurde Azevedo e Sousa, im Range eines Oberstleutnants, von König João VI. in Rio de Janeiro zum Gouverneur von Timor und Solor ernannt. Aus dem Jahr 1813 finden sich Briefe von Azevedo e Sousa an den Staatssekretär für die Marine und Übersee mit der Bitte um Auszahlung der doppelten Bezüge für dieses Amt und um Kanonen für die timoresische Garnison. Noch 1815 forderte er in Briefen aus Macau seinen Lohn ein, doch im Laufe des Jahres war er schließlich doch noch auf Timor angekommen, wo er den dort unbeliebten Gouverneur Vitorino Freire da Cunha Gusmão ablöste. Azevedo e Sousa war erfolgreicher, so dass Vertreter der einheimischen Herrscher 1816 und 1817 den portugiesischen König sogar um eine Verlängerung der Dienstzeit von Azevedo e Sousa auf Timor baten. Azevedo e Sousa selbst schrieb von der Inkompetenz seines Vorgängers und dass er sein eigenes Gehalt verwende, um unter anderem das Reduto do Conselheiro Jacinto Cândido in Batugade zu erneuern.
1817 rebellierten die Herrscher von Cowa, Veate und Cotubaba (heute Tutubaba) gegen die Einrichtung von Zoll im wichtigen Flusshafen von Atapupu und griffen den portugiesischen Stützpunkt in Batugade an. Atapupu war eine Hauptquelle der Zolleinnahmen für die Portugiesen. Die Herrscher von Oe-Cusse und Ambeno kamen den Portugiesen zu Hilfe. Kurz darauf besetzten aber die Niederländer die zur portugiesischen Einflusssphäre gehörende Insel Pantar und am 20. April 1818 Atapupu. Azevedo e Sousa beschwerte sich in Batavia bei der zentralen niederländischen Kolonialverwaltung, drohte mit Truppen gegen die Niederländer auf Timor vorzugehen und forderte finanzielle Entschädigungen. Eine Kommission befand aber, dass die Portugiesen den Sachverhalt falsch angegeben hätten. Es wird vermutet, dass sich Portugal für den Verlust revanchierte, indem es den rebellischen Herrscher von Amanuban in Westtimor mit Männern und Waffen unterstützte.
In der Kolonie ließ Azevedo e Sousa durch eine Expedition nach Erdöl suchen. 1820 verstarb er auf Timor. Die Verwaltung der Kolonie übernahmen Regierungsräte bis zum Eintreffen des neuen Gouverneurs Manuel Joaquim de Matos Góis 1821.